# SPR Wisła Płock
Sekcja Piłki Ręcznej Wisła Płock Spółka Akcyjna, officiellt Orlen Wisła Płock (IPA: /ˈviswa ˈpwɔt͡sk/), är en handbollsklubb från Płock i Polen, grundad 1964. Staden ligger vid floden Wisła, därav klubbnamnet. Herrlaget spelar i PGNiG Superliga som är den högsta polska divisionen i handboll för herrar. Lagets hemmaarena är Orlen Arena.

## Spelartrupp
| Målvakter - 01 Adam Morawski - 16 Admir Ahmetašević - 20 Krystian Witkowski Högersexor - 03 Michał Daszek - 09 Jan Jurečič - 25 Krzysztof Komarzewski Vänstersexor - 26 Przemysław Krajewski - 34 Lovro Mihić - 44 Mikołaj Czapliński Mittsexor - 05 Marek Daćko - 17 Abel Serdio - 19 Leon Šušnja | Högernior - 08 Oliwier Kamiński - 13 Uroš Mitrović - 14 David Fernández Vänsternior - 21 Zoltán Szita - 30 Mirsad Terzić - 99 Sergei Kosorotov Mittnior - 06 Tin Lučin - 55 Niko Mindegía - 89 Dmitry Zhitnikov |

## Officiella klubbnamn

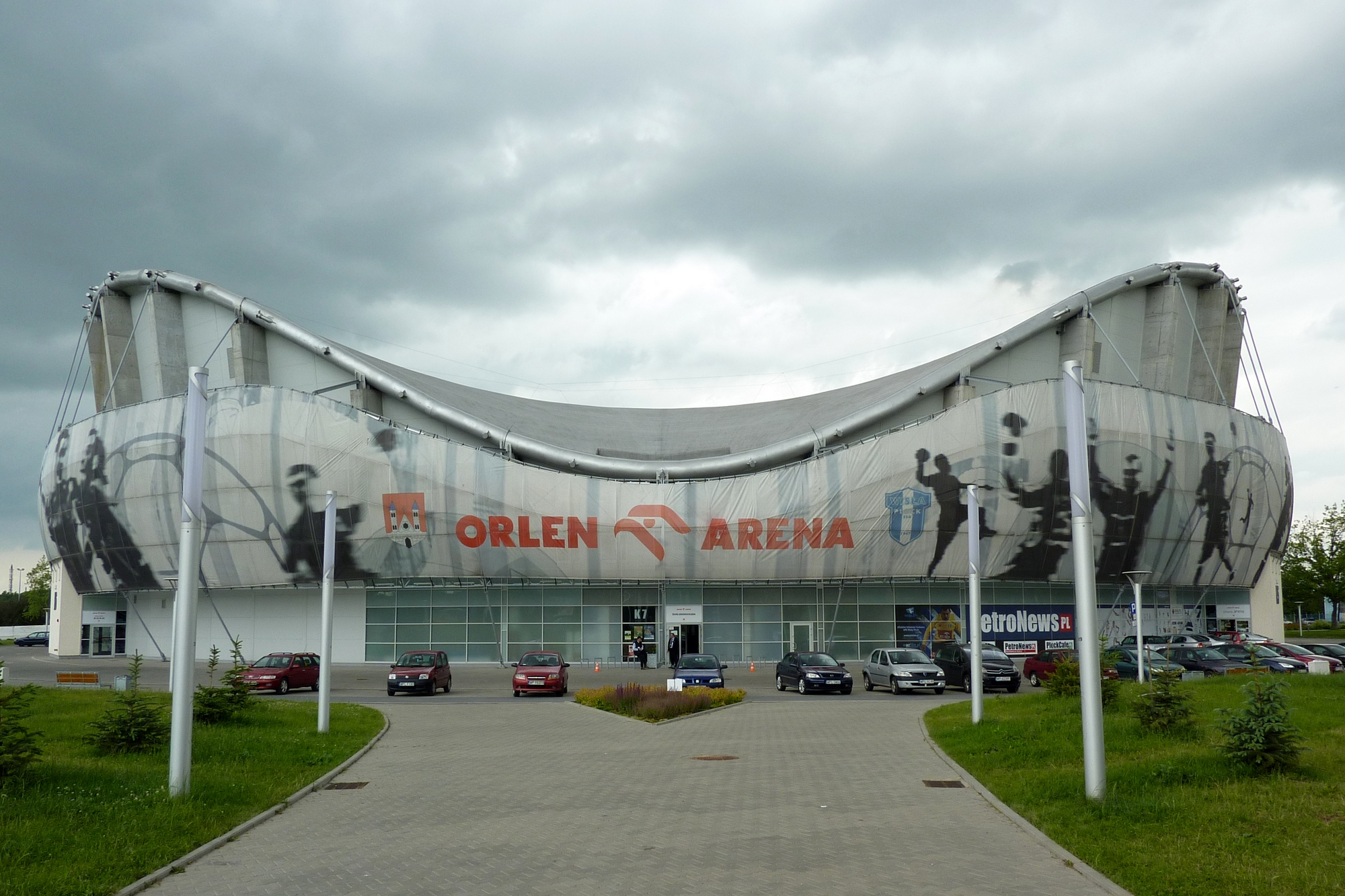
Hemmaarenan Orlen Arena 2010.

- Wisła Płock (1964–1992)
- Petrochemia Płock (1992–1999)
- Petro Płock (1999–2000)
- Orlen Płock (2000–2002)
- Wisła Płock (2002–2010)
- SPR Wisła Płock (2010–)

## Meriter
- Polska mästare: (8) 1995, 2002, 2004, 2005, 2006, 2008, 2011, 2024
- Polska cupmästare: (13) 1992, 1995, 1996, 1997, 1998, 1999, 2001, 2005, 2007, 2008, 2022, 2023, 2024
- EHF European League:  Brons 2022

## Kända spelare och tränare
- Joakim Bäckström (2009–2012)
- Mariusz Jurasik (2001–2003)
- Marcin Lijewski (2001–2002, 2013–2014)
- Ivan Nikčević (2012–2016)
- Vegard Samdahl (2009–2011)
- Thomas Sivertsson (huvudtränare, 2009–2010)
- Sławomir Szmal (2002–2003)
- Philip Stenmalm (2019–2021)